# Lista najwyższych budynków w Poznaniu

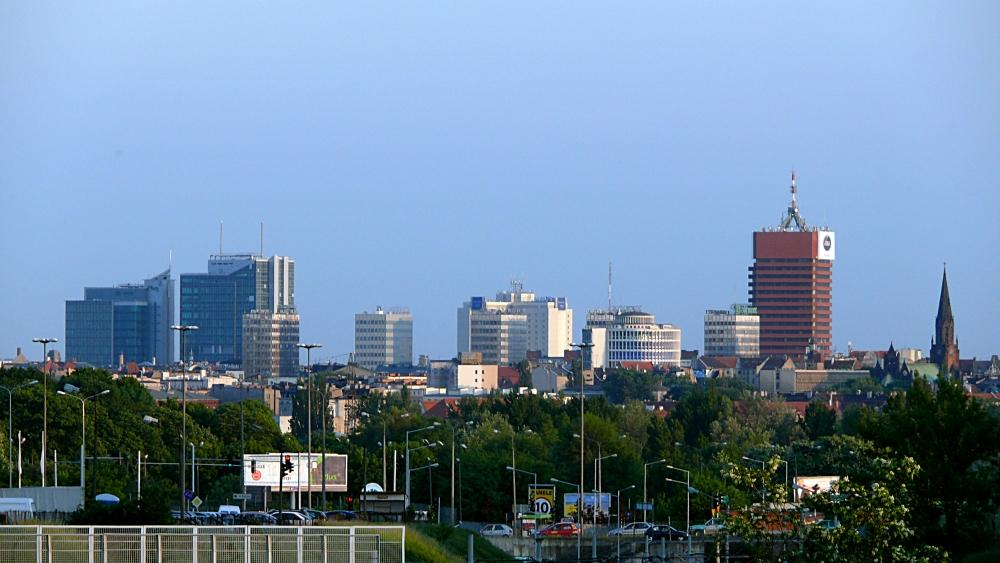
Wysokościowce w centrum miasta (2006)

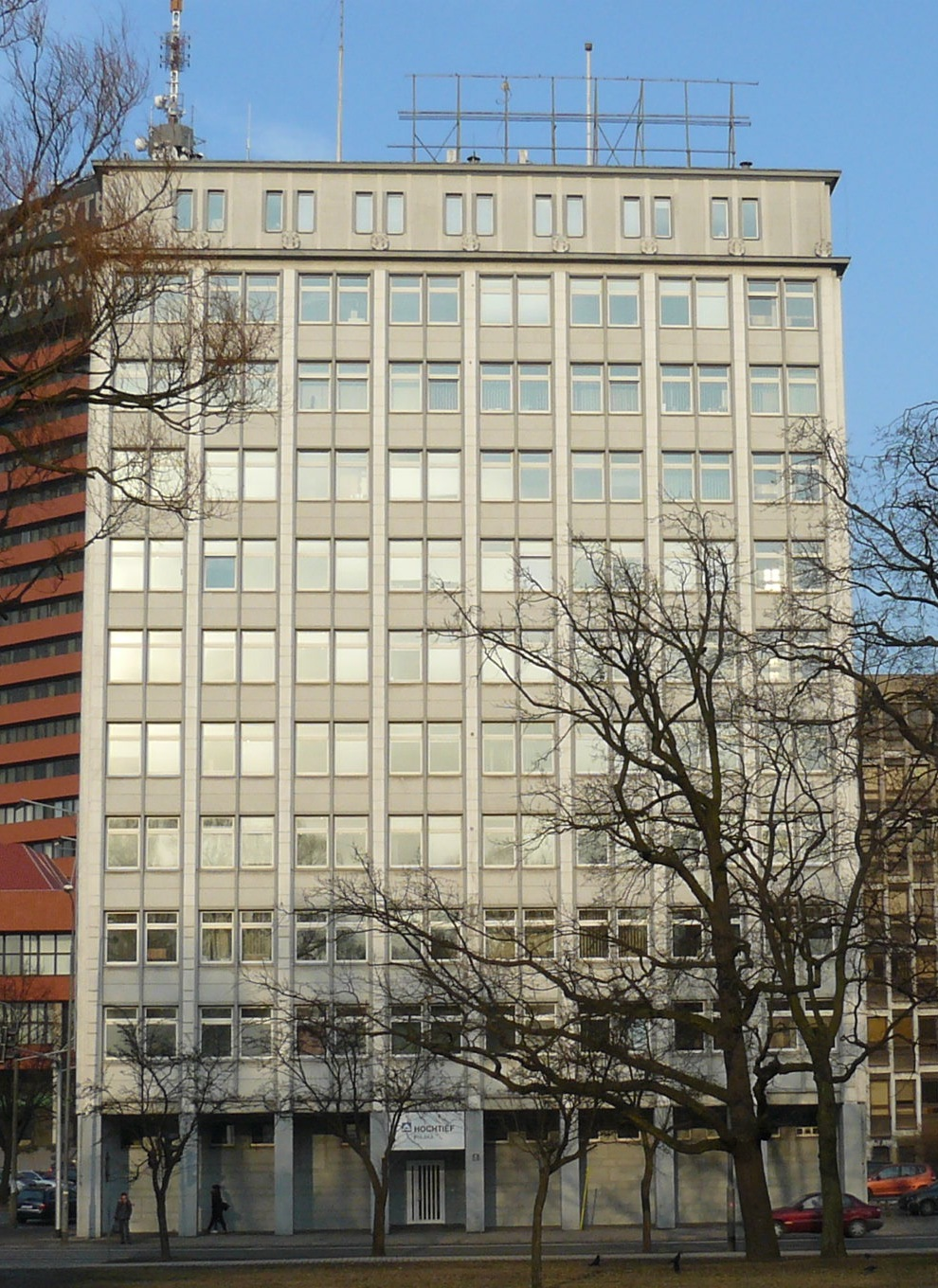
Wieżowiec Miastoprojektu jest najstarszym, jedenastokondygnacyjnym wysokościowcem w mieście znajdującym się przy alei Niepodległości

Najstarszy poznański wysokościowiec powstał w latach 1948–1950 według projektu Stanisława Pogórskiego i Tadeusza Płończaka. Pierwsze wieżowce w Poznaniu pojawiły się w pod koniec lat 60. XX wieku. Wówczas to rozpoczęto budowę największych zespołów osiedlowych w mieście, a także w Polsce: Rataje, Chartowo, Żegrze (osiedle Orła Białego), Piątkowo, Winogrady (osiedla Zwycięstwa oraz Wichrowe Wzgórze), które zamieszkuje ponad 200 tysięcy osób. Występuje tam ponad 40 budynków mających po około 18 kondygnacji i wysokość przekraczającą 55 metrów. Są to pierwsze wysokościowce w Poznaniu. Na początku lat 90. oddano do użytku najwyższy budynek w mieście Uniwersytetu Ekonomicznego (103 metry), a w 2007 ukończono budowę niewiele niższego budynku Andersia Tower (102 metry).

## Najwyższe budynki
Za wysokościowce ujęte w tabelach uznajemy budynki o wysokości co najmniej 50 metrów.
| Pozycja | Nazwa                            | Zdjęcie | Adres                                          | Wysokość całkowita (m) | Liczba kondygnacji | Ukończenie budowy |
| ------- | -------------------------------- | ------- | ---------------------------------------------- | ---------------------- | ------------------ | ----------------- |
| 1       | Collegium Altum                  |         | Ulica Powstańców Wielkopolskich 16             | 103,35 m               | 22                 | 1991              |
| 2       | Andersia Tower                   |         | Plac Andersa 5                                 | 102,1 m                | 22                 | 2007              |
| 3       | Poznań Financial Centre          |         | Plac Andersa 3                                 | 91 m                   | 18                 | 2001              |
| 4       | Delta 4                          |         | Ulica Towarowa 39                              | 73 m                   | 22                 | 2020              |
| 5       | Novotel / Ibis Poznań Centrum    |         | Plac Andersa 1                                 | 68 m                   | 18                 | 1978              |
| 6       | Biurowiec Bałtyk                 |         | Ulica Franklina Roosevelta 22                  | 67 m                   | 16                 | 2017              |
| 7       | Nowy Rynek E                     |         | Ulica Matyi / Ulica Wierzbięcice               | 66 m                   | 15                 | 2023              |
| 8       | Chartowo Tower                   |         | Ulica Chartowo 29                              | 61 m                   | 20                 | 2000              |
| 9       | Atal Warta Towers                |         | Ulica Rataje 166                               | 60 m                   | 18                 | 2022              |
| 10      | 2 bloki mieszkalne               |         | Osiedle Jagiellońskie 12–13                    | 57 m                   | 18                 | 1979              |
| 10      | 3 bloki mieszkalne               |         | Osiedle Tysiąclecia 70-72                      | 57 m                   | 18                 | 1987-1988         |
| 10      | 2 bloki mieszkalne               |         | Osiedle Chrobrego 25-26                        | 57 m                   | 18                 | 1985              |
| 10      | 2 bloki mieszkalne               |         | Osiedle Rusa 11-13                             | 57 m                   | 18                 | 1986              |
| 10      | 2 bloki mieszkalne               |         | Osiedle Powstań Narodowych 1–2                 | 57 m                   | 18                 | 1979              |
| 10      | 6 bloków mieszkalnych            |         | Osiedle Piastowskie 36–37, 40-41, 115-116      | 57 m                   | 18                 | 1976-1979         |
| 10      | 6 bloków mieszkalnych            |         | Osiedle Oświecenia 27–28, 57-58, 62-63         | 57 m                   | 18                 | 1979-1980         |
| 10      | 10 bloków mieszkalnych           |         | Osiedle Orła Białego 3-4, 43-46, 74-77         | 57 m                   | 18                 | 1988-1994         |
| 10      | 3 bloki mieszkalne               |         | Osiedle Lecha 39-40, 42                        | 57 m                   | 18                 | 1984-1985         |
| 10      | 6 bloków mieszkalnych            |         | Osiedle Rzeczypospolitej 1–4, 14-15            | 57 m                   | 18                 | 1977-1978         |
| 10      | 3 bloki mieszkalne               |         | Osiedle Czecha 77-79                           | 57 m                   | 18                 | 1983-1984         |
| 10      | 8 bloków mieszkalnych            |         | Osiedle Armii Krajowej 95–96, 98-99, 102-105   | 57 m                   | 18                 | 1981-1982         |
| 10      | 2 bloki mieszkalne               |         | Osiedle Bolesława Śmiałego 36-37               | 57 m                   | 18                 | 1993              |
| 51      | Punktowce Piekary                |         | Ulica Piekary 14, 17, 19                       | 56 m                   | 15                 | 1968              |
| 54      | Delta 3                          |         | Ulica Towarowa 37                              | 55 m                   | 17                 | 2017              |
| 54      | Geopoz                           |         | Ulica Gronowa 20                               | 55 m                   | 16                 | 1982              |
| 54      | Famma Dąbrowskiego               |         | Ulica Jana Henryka Dąbrowskiego                | 55 m                   | 15                 | 2022              |
| 54      | Omega                            |         | Ulica Dąbrowskiego 79A                         | 55 m                   | 15                 | 2008              |
| 54      | Nowy Rynek D                     |         | Ulica Matyi 1                                  | 55 m                   | 14                 | 2021              |
| 54      | Hotel Polonez                    |         | Aleja Niepodległości 36                        | 55 m                   | 14                 | 1974              |
| 54      | Siedziba Urzędu Marszałkowskiego |         | Aleja Niepodległości 34                        | 55 m                   | 11                 | 2014              |
| 54      | Red Park III                     |         | Ulica 28 Czerwca 1956 r. 382, 382A, 382B, 382C | 55 m                   | 14                 | 2017              |
| 62      | Nobel Tower                      |         | Jana Henryka Dąbrowskiego 77                   | 53,5 m                 | 14                 | 2014              |
| 62      | Collegium Wrzoska                |         | Jana Henryka Dąbrowskiego 79                   | 53,5 m                 | 13                 | 1982              |
| 64      | PGK Centrum II                   |         | Ulica Marcelińska 90                           | 52,2 m                 | 12                 | 2003              |
| 65      | Blok mieszkalny                  |         | Plac Waryńskiego 9                             | 50 m                   | 15                 | 1964              |
| 65      | SGI Moja Malta                   |         | Ulica Krańcowa 62                              | 50 m                   | 16                 | 2017              |
| 65      | ST_ART Piątkowo                  |         | Ulica Lechicka 59                              | 50 m                   | 16                 | 2021              |

## Budynki w budowie/proponowane
Budynki proponowane, których budowa się jeszcze nie rozpoczęła lub nie zakończyła się (powyżej 50 metrów).
| Pozycja | Nazwa                         | Zdjęcie | Adres                              | Wysokość całkowita (m) | Liczba kondygnacji | Data rozpoczęcia budowy | Zaplanowany rok ukończenia budowy | Status      |
| ------- | ----------------------------- | ------- | ---------------------------------- | ---------------------- | ------------------ | ----------------------- | --------------------------------- | ----------- |
| 1       | AND2                          |         | Plac Andersa 2                     | 116 m                  | 26                 | 2020                    | 2025                              | W budowie   |
| 2       | Wechta Tower                  |         | Aleja Niepodległości 5             | 115 m                  | 27 (?)             | TBA                     | TBA                               | Proponowane |
| 3       | Wieżowiec przy Rondzie Rataje |         | Ulica Pleszewska 36                | ~100 m                 | ?                  | ?                       | ?                                 | Proponowane |
| 4       | Dwa nienazwane wieżowce       |         | Ulica Franklina Roosvelta          | 66 m                   | ?                  | ?                       | ?                                 | Proponowane |
| 5       | Hotel                         |         | Ulica Grunwaldzka                  | 68 m                   | ?                  | 2025                    | ?                                 | Proponowane |
| 6       | Industrial                    |         | Aleja Komedy                       | 60 m                   | 15                 | 2023                    | 2025                              | W budowie   |
| 7       | Nienazwany wieżowiec          |         | Ulica Franklina Roosvelta          | 56 m                   | ?                  | ?                       | ?                                 | Proponowane |
| 8       | Kolejova 1                    |         | Ulica Kolejowa 1–3                 | 55 m                   | 17                 | 2024                    | 2026                              | W budowie   |
| 9       | Polonez 2                     |         | Aleja Niepodległości 36            | 55 m                   | 17 (?)             | 2024                    | ?                                 | W budowie   |
| 10      | Nobel Tower 2                 |         | Ulica Jana Henryka Dąbrowskiego 77 | 53,5(?) m              | 14 (?)             | ?                       | ?                                 | Proponowane |
| 11      | Akademik                      |         | Aleja Niepodległości 38(?)         | 51 m                   | 14 (?)             | ?                       | ?                                 | W budowie   |